# Paepalanthus decussus
Paepalanthus decussus är en gräsväxtart som beskrevs av Friedrich August Körnicke. Paepalanthus decussus ingår i släktet Paepalanthus och familjen Eriocaulaceae. Inga underarter finns listade i Catalogue of Life.